# Meelis Loit
Meelis Loit (Tallinn, 15 aprile 1971) è uno schermidore estone, specializzato nella spada. Ha vinto una medaglia d'argento ai Campionati mondiali di scherma.